# 圣日耳曼多奈
圣日耳曼多奈（法語：Saint-Germain-d'Aunay，法語發音：[sɛ̃ ʒɛʁmɛ̃ donɛ] ⓘ）是法国奥恩省的一个市镇，位于该省东北部，与卡尔瓦多斯及厄尔两省接壤，属于阿让唐区。

## 历史
圣日耳曼多奈于1822年与相邻的欧奈圣母村（Notre-Dame-d'Aunay）合并。

## 地理
圣日耳曼多奈（48°55'32"N, 0°22'46"E）面积8.51 平方千米，位于法国西北部，诺曼底大区中部，奥恩省东北部，距离省会阿朗松大约68公里。地形总体平坦，境内高差在30米以内。
与圣日耳曼多奈接壤的市镇（或旧市镇、城区）包括：拉福勒蒂耶尔-阿布农、拉古拉夫里耶尔、韦尔讷斯、阿韦讷圣古尔贡、勒博勒努、圣欧班德博讷瓦勒、欧日地区萨普、乌什堡。
圣日耳曼多奈的时区为UTC+01:00、UTC+02:00（夏令时）。

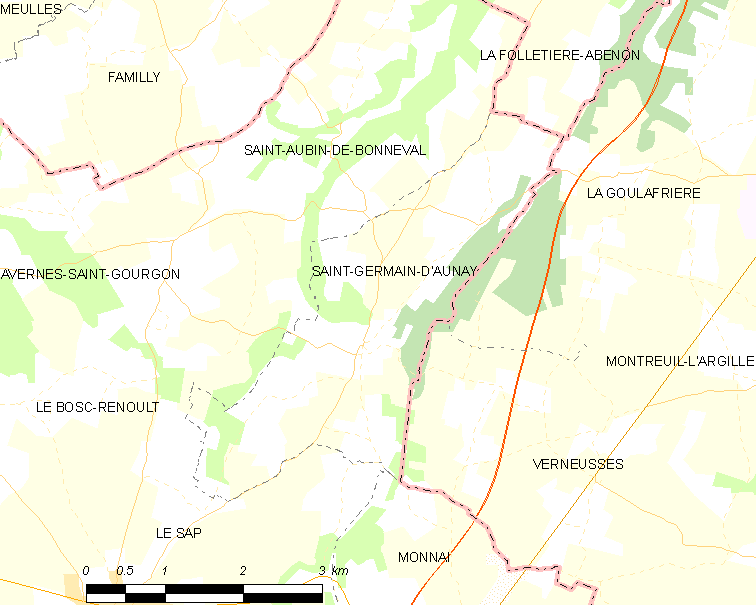
圣日耳曼多奈的OSM定位图

## 行政
圣日耳曼多奈是奥恩省的一个市镇，邮政编码为61470，INSEE市镇编码为61392，隶属于阿让唐区，是欧日-勒梅勒罗谷市镇公共社区的一部分。
由于圣日耳曼多奈人口数量不足1万，因此未被法国国家统计与经济研究所（INSEE）进行“块区”（IRIS）划分。

## 政治
圣日耳曼多奈所属的省级选区为维穆捷县。

## 人口

1962-2008年间圣日耳曼多奈人口变化图示

圣日耳曼多奈于2022年1月1日时的人口数量为117人。

## 交通
奥恩省省道D253线和D707线在境内交汇。

## 景点
圣日耳曼多奈市中心有一处一战纪念碑。